# Luigi Piero Schettini
Luigi Piero Schettini (* 23. August 1908 in Rom; † 2. Juli 1973 ebenda) mit vollem Namen Conte Luigi Piero di Schettini war ein italienischer Komponist.

## Leben
Über Schettinis Leben ist wenig bekannt, da er selten öffentlich in Erscheinung trat und sein musikalisches Schaffen durch einen starken eigenwilligen Charakter geprägt wurde.
Sein Vater war Kaufmann und brachte der Familie respektablen Wohlstand. Luigi erhielt mit 7 Jahren ersten Klavierunterricht, später folgte noch die Geige.
Auf seine frühe musikalische Begabung hin erhielt er privaten Kompositionsunterricht u. a. von Gian Francesco Malipiero und Alfredo Casella. Seine Werke, darunter Kammermusik sowie 3 Sinfonien und 1 Oper (Giulio Cesare) wurden nie im Druck veröffentlicht und lagen nur im Manuskript vor.
In den frühen 1970ern vernichtete er den Großteil seiner Werke. Die wenigen Überreste befinden sich heute in Privatbesitz.
Schettini starb am 2. Juli 1973 in Rom im Alter von 65 Jahren an den Folgen eines Hitzschlags. In jüngerer Vergangenheit fanden wieder vereinzelt öffentliche Aufführungen seiner Werke statt.

## Werkauswahl
- 3 Sinfonien, Partituren verschollen.
- Giulio Cesare Oper in einem Akt, Libretto L. Schettini (nach William Shakespeare) Roma, Privatarchiv
- Sonata per viola e pianoforte No.2 partitura manoscritto (1970), Roma, Privatarchiv[4]